# Группа генерала Курелиса
Группа генерала Курелиса («Курелиеши», латыш. Kurelieši) — группировка численностью 3000 человек во главе с генералом Янисом Курелисом, состояла из бывших военнослужащих латвийской армии и примкнувших к ним беженцев и дезертиров.

## Идея Курелиса
Генерал Курелис, в отличие от Рудольфа Бангерского, не поддерживал идею формирования Латышского легиона СС. Он вынашивал планы создания собственной военной силы — «партизанской армии», которая при вступлении Красной Армии на территорию Латвии организовывала бы диверсии в их тылу. Вероятно, Курелис намеревался повторить сценарий 1918—1919 года, использовав немецкую военную силу для борьбы с Красной Армией, а затем выйти из подчинения немцев.
Вооружение группы началось в июле 1944 года, а осенью она сконцентрировалась в Курземе и установила контакт со спецслужбами Швеции и Великобритании. Фактически соединением управлял Кришс Упелниекс. «Курелиеши» носили форму немецкой армии с нашивками в виде латвийского флага на рукавах. Руководство группировки входило в состав ЛЦС (Латвийский Центральный Совет).
Однако всё сложилось иначе. Дневник адъютанта штаба группы Курелиса — Яна Грегора — показывает, как менялось его отношение к немцам по мере отступления на запад. 2-3 октября началась обязательная эвакуация жителей Риги на Запад. На сборы людям дают 3 часа. Эвакуируют всех от 14 до 55 лет, значит, из 200-тысячного населения Риги к отправке в Германию приговорено 120—150 тысяч человек, — записывает Грегорс.
7 октября 1944 года: «Теперь и немцы, как и большевики, устроили нам ловлю рабов. Но чтобы ни случилось, народ не может оставить свою землю, и преступно думают те „латыши“, которые эвакуацию всего народа считают избавлением от смерти и Сибири, потому что Германия-де ближе Сибири. Генерал Бангерскис считает, что все латыши должны уйти в Германию, пусть даже они вернутся через 30-40 лет. Он с ума сошёл!»

## Расправа
1 ноября генерала Курелиса вызвали к обергруппенфюреру Еккельну, главе СС Остланда. В штабе Курелиса набросали меморандум: «Просим германское правительство, чтобы было официально декларировано признание и готовность фактически предоставить независимость Латвии». Курелис на встрече обещал Еккельну сформировать из беженцев в Курляндии 50-тысячную армию и развернуть партизанскую войну в тылу Красной Армии.
Однако Еккельн вызвал Курелиса, чтобы выяснить, не принимает ли он дезертиров из 19-й добровольческой пехотной дивизии СС. Курелис не признался, хотя дезертиров у него было много. Их ставили на довольствие, вместо того, чтобы сдавать немцам. Немцы об этом знали, как и о планах выйти из-под их подчинения.
7 ноября Грегор делает запись в дневнике: «Серьёзные люди предупреждают, что нас окружат и расформируют. Если не сказать хуже…»
14 ноября группу Курелиса (неполный полк) окружили, накрыли миномётным огнём и заставили сдаться. 8 офицеров штаба отдали под трибунал. Среди судей были и латыши — штандартенфюрер Палкавниекс и оберштурмбанфюрер Гайлитис. К расстрелу были приговорены Филипсонс, полковник Петер Лиепиньш, лейтенант-полковник Граудиньш, обер-лейтенанты Янис Грегорс, Прикулис и Раса, капитаны Кришс Упелниекс и Юлий Муцениекс.
Остальные военнослужащие были разоружены, часть из них была отправлена в Латышский легион, а другие — в Штуттгофский концлагерь.

## Батальон Рубениса
Отдельно дислоцированный батальон лейтенанта Роберта Рубениса отказался сложить оружие и оказался в окружении; сам Рубенис погиб. После нескольких боёв (бои между немцами и латышскими легионерами шли с 18 ноября до 8 декабря), 9 декабря 1944 года остаткам батальона удалось прорвать окружение и уйти. Одни присоединились к национальным партизанам («лесным братьям»), другие — к отряду красных партизан «Саркана булта».